# سیارک ۲۶۶۸۰
سیارک ۲۶۶۸۰ (به انگلیسی: 26680 Wangchristi، نامگذاری:2001FL8)۲۶۶۸۰مین سیارک کشف شده‌است که در ۱۸ مارس ۲۰۰۱ کشف شد.